# Getbergstjärnen, Dalarna
Getbergstjärnen är en sjö i Leksands kommun i Dalarna och ingår i Dalälvens huvudavrinningsområde. Sjön har en area på 0,096 kvadratkilometer och ligger 287,5 meter över havet.

## Delavrinningsområde
Getbergstjärnen ingår i det delavrinningsområde (672787-143782) som SMHI kallar för Mynnar i Stor-Draggen. Medelhöjden är 311 meter över havet och ytan är 12,45 kvadratkilometer. Det finns inga avrinningsområden uppströms utan avrinningsområdet är högsta punkten. Vattendraget som avvattnar avrinningsområdet har biflödesordning 4, vilket innebär att vattnet flödar genom totalt 4 vattendrag innan det når havet efter 318 kilometer. Avrinningsområdet består mestadels av skog (70 procent) och sankmarker (17 procent). Avrinningsområdet har 0,25 kvadratkilometer vattenytor vilket ger det en sjöprocent på 2 procent.